# Kwame Karikari
Kwame Karikari (Akim-Awisa, 16 de julio de 1945) es un académico y periodista ghanés. Es profesor de periodismo y comunicación de masas. Fue director general de Ghana Broadcasting Corporation de 1982 a 1984. Actualmente se desempeña como presidente de Graphic Communications Group Limited.

## Biografía
Karikari nació el 16 de julio de 1945 en Akim-Awisa en la región Oriental de Ghana. Estudió en Komenda Training College donde se graduó como docente.
Después de sus estudios, comenzó a enseñar en la Escuela Primaria Experimental Wenchi en Ashanti-Akim. Más tarde se matriculó en la Escuela de Formación de Profesores Avanzado en Winneba (ahora la Universidad de Educación de Winneba) para obtener su diploma y enseñó en Navrongo Senior High School en 1970. En 1971 emigró hacia Estados Unidos para estudiar en el City College de Nueva York. Se graduó en el City College en 1975 con una licenciatura en filosofía y ciencias políticas. Luego pasó a la Universidad de Columbia, donde, en 1976, obtuvo una maestría en periodismo.
Después de sus estudios de posgrado, trabajó con varios periódicos hasta 1979, cuando regresó a Ghana para unirse al personal de la Universidad de Ghana como profesor. En la Universidad de Ghana, enseñó en la Escuela de Estudios de la Comunicación desde 1979 hasta 1982, cuando fue nombrado director general interino y posteriormente sustantivo de la Ghana Broadcasting Corporation. Ocupó este cargo de 1982 a 1984. Después de su paso por Ghana Broadcasting Corporation, regresó al mundo académico y enseñó en la Universidad de Ghana, donde obtuvo la categoría de profesor y se desempeñó como director de la Escuela de Estudios de la Comunicación. Más tarde, se unió a la Universidad de Wisconsin en Ghana como Decano de Estudios de Comunicaciones.
Como activista de la libertad de expresión, la justicia social y la democracia en África, Karikari se desempeñó como Director Ejecutivo de la Media Foundation West Africa (MFWA), y ha trabajado en varias juntas y organizaciones internacionales que defender los derechos humanos.También forma parte del consejo editorial de publicaciones académicas. Es el presidente de Graphic Communications Group Limited.

## Publicaciones
- La paradoja de una voz sin rendición de cuentas en Ghana, (2014)[13]